# マーク・ウィリアムズ (エンジニア)
マーク・ウィリアムズ（Mark Williams、1959年4月7日 - ）は、イギリスのエンジニア。同・スタッフォードシャーウォルヴァーハンプトン出身。

## 履歴
インペリアル・カレッジ・ロンドンに通い、機械工学を学び、1980年卒業し修士。
在学の夏季休暇中には、エンサインF1でコンポジットのファブリケーターとして働く。
1982年、エンジニアリング・テクノロジー企業のリカルド(Ricardo Consulting Engineers)でエンジン コンポーネントのデザイン エンジニアになり、空いた時間には、近くのホヴ(Hove)に拠点を置くデルタ・カーズのパトリック・ヘッドのために、フリーランスのレーシングカーの設計とエンジニアリングを始めていた。
1983年、ハンティンドン(Huntingdon)のローラ・カーズ(Lola Cars)でデザイナーとして、初めてフルタイムのレースカーの仕事に就き、フォーミュラ フォードからインディカーまでさまざまなプロジェクトに携わり、1985年からのF3000プログラムを長年担当した。
1987年、ローラ・モータースポーツのF3000カーでルイス・ペレス＝サラのレースエンジニアリングを担当した。
この時の同年同月生まれの同僚がブルース・アシュモアで、90年代になると、ベン・ボールビーが入社してきた。
1991年のローラ・LC91の設計には彼の関与もあった。
ローラ車ユーザーのケニー・バーンスタインのキング・レーシングのレース・エンジニアリングで、アメリカでインディカー・シーンを直接体験する。
会社を去った時期は、ほぼブルース・アシュモアと同じ時期(1993年)だった。
1994年、フォーサイス・グリーン・レーシングのレース・エンジニアリングを務めた。
1996年1月、マクラーレン・カーズが運営するBMWスーパーツーリングカープログラムでゴードン・マレーと一緒に働き、車両エンジニアリングの責任者となり、レースとテストエンジニアリングの両方で車両開発のあらゆる側面を統合する責任を負った。
1997年末にマクラーレンF1チームに移り、長年テストチームの技術面を担当した。
2001年、車両開発のチーフ・エンジニアに任命され、車両性能のチーフ・エンジニアの役割を与えられ、短期および長期のR&Dを監督した。トラックサイドでの役割のハイライトはミカ・ハッキネンのエンジニアリングで、2001年のインディアナポリスでの最後のF1優勝まで務めた。
2002年、エイドリアン・ニューウェイの技術指導の下でチーフ・エンジニアとして働き、2007年には車両性能の責任者になる。
2011年からは、自分のF1での責任をうまく結びつけて、マクラーレンの現在急成長中のGT3スポーツカープログラムを確立した。
2015年1月までマクラーレンに在籍し、ビジネスで33年間、F1で最後の17年間を過ごした後、勇退。
2015年1月、自身のコンサルティング会社であるMW Consultingを設立。